# Поливаново (усадьба)
«Поливаново» — одна из многочисленных усадеб графа Кирилла Разумовского, выстроенная в 1780-е гг. на левом берегу реки Пахра (ныне пос. Поливаново городского округа Подольск Московской области), неподалёку от усадьбы Дубровицы. Другие «подмосковные» Разумовских — Петровско-Разумовское, Троицкое-Лыково, Горенки.

## История
В начале XVII века окрестные земли принадлежали дворянскому роду Поливановых, чьё имя сохранилось в названии села. В 1635 г. Василий Поливанов составил купчую крепость о продаже села Поливаново, «а в том селе полторы усадьбы с садами и с огороды и с хмельники… а взял я Василий у него окольничего Михаила Михайловича Салтыкова за ту вотчину 350 рублей».
Сын нового владельца, кравчий Пётр Михайлович Салтыков, родственник царской фамилии, выделил средства на строительство в селе каменного храма. Его внучка Анна Салтыкова была выдана замуж за боярина Л. К. Нарышкина, чья внучка Екатерина Нарышкина, в свою очередь, была повенчана в 1747 году с графом Кириллом Разумовским, последним гетманом Украины, сыном простого казака, учеником Эйлера, в 18 лет ставшим президентом Российской академии наук, сделавшим карьеру при дворе благодаря тому, что его брат Алексей был фаворитом императрицы Елизаветы Петровны. Отличительная особенность поместья в том, что после 1635 г. оно никогда не выставлялось на продажу и переходило из рук в руки только между родственниками.
После смерти жены граф Кирилл Григорьевич задумался над обустройством Поливанова в качестве резиденции для младшего и ещё очень юного сына Ивана. В 1777—1779 гг. вместо ветхой Благовещенской церкви XVII века он возводит новую. Вслед за тем на высоком холме строится господский дом в стиле классицизма. Имена авторов проекта не сохранились. Историки искусства не исключают участия в проектировании одного из ведущих московских архитекторов (например, В. Баженова). По проекту главный фасад здания был украшен белокаменным портиком, парковый — оформлен лоджией. Но Кириллу вид здания показался скучным, поэтому на углах дома были достроены круглые башни, завершенные куполами. Разумовский также спланировал большой парк. Старый граф в имении почти не бывал, всем хозяйством ведала его деятельная племянница Софья Осиповна со своим приятелем М. В. Гудовичем.
Граф Иван Разумовский вёл в Европе беспутную жизнь и рано умер, после чего село Поливаново унаследовал племянник, граф Андрей Гудович. Герой Бородинского сражения и московский губернский предводитель дворянства любил бывать в своей «подмосковной» и был похоронен в 1867 году здесь же рядом с церковью; сохранился его надгробный памятник. Неподалёку расположено захоронение павших во время нашествия 1812 года; над ним растут старые лиственницы.
В 1849 г. граф Гудович подарил Поливаново своей падчерице Эрнестине (дочь И. В. Мантейфеля, невестка Д. С. Дохтурова). Её дочь Юлия Давыдова, нуждавшаяся в средствах, сдавала господский дом земству под учительскую школу и семинарию. С 1822 г. имеются сведения о существовании в приходе богадельни. В самые последние годы XIX века на месте старой колокольни была поставлена новая, взорванная в 1934 г.
После установления советской власти усадьбу занимали образовательные учреждения, потом костно-туберкулёзная больница. Современный владелец — филиал Московской психиатрической клинической больницы № 1. После сильного пожара 1988 года церковь на протяжении 10 лет стояла без окон и дверей; к настоящему времени восстановлена. В домике бывшей конторы до 2013 года можно было посетить отделение московского Музея архитектуры.

## Описание построек
«Для усадебного дома в Поливанове выбрано открытое место на высоком, крутом берегу Пахры. При подъезде со стороны Подольска он уже издали виднеется, возвышаясь над местностью, — белеет среди окружающей зелени парка».
Двухэтажный господский дом 1784 года постройки выделяет среди аналогичных памятников усадебного классицизма наличие на всех четырёх углах круглых башен, крытых куполами. Внутри передних башен устроены лестницы. Парадный вход оформлен шестиколонным белокаменным портиком ионического ордера, вход со стороны парка — лоджией на спаренных колоннах. Между этажами проведён рустованный карниз; нижний этаж с фасада выделен четырьмя полосами руста.
Благовещенская церковь (1777—1779), стоящая на краю липового парка, принадлежит к центрическому типу усадебных храмов эпохи классицизма. На грузное квадратное основание водружён световой четверик со скошенными углами, который изнутри поддерживают пилоны. Над сводом торжественно высится шпиль. В домике причта при храме открыт филиал щаповского музея, экспозиция которого посвящена истории края.
Краснокирпичный домик причта выстроен при Гудовичах. С другой стороны от дома сохранился в перестроенном виде двухэтажный флигель XIX века с цоколем белого камня.